# Leeuwarden vasútállomás
Leeuwarden vasútállomás vasútállomás Hollandiában, Leeuwarden községben, Leeuwarden településen.

## Vasútvonalak
Az állomást az alábbi vasútvonalak érintik:
- Arnhem–Leeuwarden-vasútvonal
- Harlingen–NieuweSchans-vasútvonal
- Leeuwarden–Stavoren-vasútvonal

## Kapcsolódó állomások
A vasútállomáshoz az alábbi állomások vannak a legközelebb:
- Deinum vasútállomás (Harlingen Haven vasútállomás, Harlingen–NieuweSchans-vasútvonal)
- Mantgum vasútállomás (Stavoren vasútállomás, Leeuwarden–Stavoren-vasútvonal)
- Leeuwarden Achter de Hoven railway station (Nieuweschans vasútállomás, Harlingen–NieuweSchans-vasútvonal)
- Grou-Jirnsum vasútállomás (Arnhem vasútállomás, Arnhem–Leeuwarden-vasútvonal)